# 松本倭重
松本 倭重（まつもと わじゅう、1881年〈明治14年〉10月9日 - 1943年〈昭和18年〉11月13日）は、日本の会社役員、地主、政治家。鳥取県会議員（政友会）。鳥取県西伯郡県村長。米子共立検番監査役。合資会社米子均一タクシー自動車商会有限責任社員。

## 人物
鳥取県西伯郡県村（現・米子市）出身。鳥取県立農学校卒業。郡会議員、県村会議員、学務委員、鳥取県会議員、参事会員等を歴任。1923年、県村長に就任。
大日本國粹会鳥取県米子支部長である。住所は鳥取県西伯郡県村大字日下。